# نظرية التطابق الخطية
في الرياضيات ونظرية الاعداد، نظرية التطابق الخطية تجيب عن السؤال: هل يمكن حل تطابق خطي؟ , ومعادلة التطابق الخطي هي من الصورة التالية:
فليكن a,b,n ثلاث اعداد طبيعية مُعروفة المعادلة هي: {\displaystyle ax\equiv b{\pmod {n}}} والمسألة هي ايجاد كل x يحقق المعادلة.

## تعريفات
نرمز ب- {\displaystyle \left\langle a\right\rangle } مولد الزمرة الجزئية ل- {\displaystyle \mathbb {Z} _{n}} التي تتولد بواسطة a . بما انه يتحقق {\displaystyle \left\langle a\right\rangle =\{ax{\pmod {n}}:x>0\}} للمعادلة اعلاه يوجد حل فقط إذا {\displaystyle b\in \left\langle a\right\rangle } . من مبرهنة لاجرانج ينص على {\displaystyle |\left\langle a\right\rangle |} يُقسم n . سوف نستخدم المبرهنة التالية لتحديد عدد الحلول للمعادلة وايضا لتحديد إذا ما يمكن حلها اصلا.

## مبرهنة
فليكن {\displaystyle d={\mbox{GCD}}(a,n)} حينها {\displaystyle \left\langle a\right\rangle =\left\langle d\right\rangle =\{0,d,2d,\cdots ,({\frac {n}{d}}-1)d\}} ولذا {\displaystyle |\left\langle a\right\rangle |={\frac {n}{d}}}

### برهان
نبدأ البرهان بأن نبين أنَّ {\displaystyle d\in \left\langle a\right\rangle } وبما أنَّ {\displaystyle d={\mbox{GCD}}(a,n)} لذا فانه حسب نظرية اقليدس الموسعة يوجد x,y عددان صحيحان حيث يتحقق {\displaystyle ax+ny=d} لذا {\displaystyle ax\equiv d{\pmod {n}}} لذا {\displaystyle d\in \left\langle a\right\rangle } حسب التعريف.
بما أنَّ {\displaystyle d\in \left\langle a\right\rangle } أيضا كل مضاعفاتها كذلك تابعة ل-{\displaystyle \left\langle a\right\rangle } وبما ان مضاعفات مضاعفات a هي أيضا مضاعفات a لذا فان {\displaystyle \left\langle a\right\rangle } يحوي المجموعة {\displaystyle \{0,d,2d,\cdots ,({\frac {n}{d}}-1)d\}} وبالتي يتحقق {\displaystyle \left\langle d\right\rangle \subseteq \left\langle a\right\rangle } .
يتبقى ان نبرهن أنَّ {\displaystyle \left\langle a\right\rangle \subseteq \left\langle d\right\rangle } . إذا {\displaystyle m\in \left\langle a\right\rangle } حينها يوجد x بحيث يتحقق {\displaystyle m=ax{\pmod {n}}} لذا فانه يوجد عدد صحيح y حيث يتحقق {\displaystyle m=ax+ny} . بما أنَّ {\displaystyle d|a} وكذلك {\displaystyle d|n} لذا فانه يتحقق {\displaystyle d|m} لذا فانه يتحقق {\displaystyle d\in \left\langle d\right\rangle } .
لذا فانه يتحقق أنَّ {\displaystyle \left\langle d\right\rangle =\left\langle a\right\rangle } . ننتبه إلى انه بين 0 و- n-1 يوجد {\displaystyle {\frac {n}{d}}} مضاغفات الرقم d لذا فانه يتحقق: {\displaystyle |\left\langle a\right\rangle |={\frac {n}{d}}}

## تحديد إذا ما يوجد حلول وعددها
1. المعادلة {\displaystyle ax\equiv b{\pmod {n}}} يوجد لها حل فقط إذا {\displaystyle {\mbox{GCD}}(a,n)|b} .
2. المعادلة {\displaystyle ax\equiv b{\pmod {n}}} يوجد لها d حلول عندما {\displaystyle d={\mbox{GCD}}(a,n)} أو لا يوجد حلول البتة

المقولتان 1+2 بالواقع هما استنتاج من المبرهنة اعلاه.

## إنتاج الحلول

### على الاقل حل واحد
فليكن {\displaystyle d=GCD(a,n)} ولنفرض أنَّ {\displaystyle d=ax+ny} حيث أنَّ x,y عددان صحيحان، إذا d|b حينها أحد الحلول للمعادلة {\displaystyle ax\equiv b{\pmod {n}}} هو {\displaystyle x_{0}=x\cdot {\frac {b}{d}}{\pmod {n}}} .
برهان:
بما أنَّ {\displaystyle ax\equiv d{\pmod {n}}} لذا:
{\displaystyle ax_{0}\equiv ax({\frac {b}{d}}){\pmod {n}}}
{\displaystyle \equiv d({\frac {b}{d}}){\pmod {n}}}
{\displaystyle \equiv b{\pmod {n}}}
من هذا ينبع أنَّ {\displaystyle x_{0}} هو حل كذلك.

### إنتاج كل الحلول
لنفرض أن {\displaystyle ax\equiv b{\pmod {n}}} ولنفرض أنَّ {\displaystyle x_{0}} هو حل للمسألة، حينها للمعادلة هذه يوجد d حلول التي هي: {\displaystyle \forall i\in \{1,2,\cdots ,d-1\}\ x_{i}=x_{0}+i\cdot {\frac {n}{d}}} في حين أنَّ {\displaystyle d={\mbox{GCD}}(a,n)} .

## خوارزمية حل المعادلات
الآن بما انه يمكن إنتاج كل الحلول وقد برهنا على ذلك لذا فاننا الآن صار بيدينا كل المقومات لخوارزمية تنتج هذه الحلول وهي كالتالي: (الخوارزمية بلغة MATLAB).
```
% ax=b mod n نريد ان نحل المعادلة 

function
 
x
=
MLES
(
a,b,n
)

% نحسب اولا القاسم المشترك الاكبر حسب الخوارزمية اقليدس الموسعة

[
d
,
x1
,
y1
]=
egcd
(
a
,
n
);

% هذه المصفوفة فيها نحفظ كل الحلول

x
=
zeros
(
1
,
d
);

%حينها يوجد حلول b|d  اذا تحقق  

if
 
mod
(
b
,
d
)
==
0

    
% الحل الاول حسب المبرهنة

    
x0
=
mod
(
x1
*
b
/
d
,
n
);

    
% انتاج باقي الحلول

    
for
 
k
=
1
:
d

        
x
(
1
,
k
)=
mod
(
x0
+
k
*
(
n
/
d
),
n
);

    
end

else

    
% لا يوجد حلول

    
x
=[];

end

end

```

تعقيد وقت الخوارزمية هو {\displaystyle O(\log n+{\mbox{gcd}}(a,n))} وذلك لاننا استخدمنا خوارزمية اقليدس مرة ثم الحلقة (loop) استخدمناها d مرات.

## حالات خاصة
عندما {\displaystyle GCD(a,n)=1} حينها يوجد حل واحد للمعادلة، كما انه يوجد حالة أخرى هي عندما b=1 حينها الحل المطلوب هو مقلوب العدد a ويمكن حسابه بواسطة خوارزمية اقليدس الموسعة فقط وهذا يجعل إنتاجه اسرع.

## امثلة
معطاه المعادلة {\displaystyle 35x\equiv 10{\pmod {50}}} علينا ايجاد كل الحلول:
1. نريد ان نحسب {\displaystyle {\mbox{GCD}}(35,50)} والذي هو 5 , كما نحسب x و- y حيث أنَّ 35x+50y=5 , لذا فان قيمتهما هي x=3,y=-2 .
2. نفحص هل b|d ? حسب المعادلة b=10 و- d=5 . لذا فان الجواب نعم ولذا يوجد 5 حلول (حسب المبرهنات)
3. أول حل هو: {\displaystyle x_{0}=x\cdot {\frac {b}{d}}{\pmod {n}}=3\cdot {\frac {10}{5}}{\pmod {50}}=6{\pmod {50}}}
4. اما باقي الحلول فهي:
  - {\displaystyle 6+1\cdot 10{\pmod {50}}=16{\pmod {50}}}
  - {\displaystyle 6+2\cdot 10{\pmod {50}}=26{\pmod {50}}}
  - {\displaystyle 6+3\cdot 10{\pmod {50}}=36{\pmod {50}}}
  - {\displaystyle 6+4\cdot 10{\pmod {50}}=46{\pmod {50}}}